# South Charleston (Virginia Occidental)
South Charleston es una ciudad ubicada en el condado de Kanawha en el estado estadounidense de Virginia Occidental. En el Censo de 2010 tenía una población de 13450 habitantes y una densidad poblacional de 609,95 personas por km².

## Geografía
South Charleston se encuentra ubicada en las coordenadas 38°20′56″N 81°42′23″O / 38.34889, -81.70639. Según la Oficina del Censo de los Estados Unidos, South Charleston tiene una superficie total de 22.05 km², de la cual 19.72 km² corresponden a tierra firme y (10.58%) 2.33 km² es agua.

## Demografía
Según el censo de 2010, había 13450 personas residiendo en South Charleston. La densidad de población era de 609,95 hab./km². De los 13450 habitantes, South Charleston estaba compuesto por el 86.91% blancos, el 8.43% eran afroamericanos, el 0.25% eran amerindios, el 1.06% eran asiáticos, el 0.01% eran isleños del Pacífico, el 0.33% eran de otras razas y el 3% pertenecían a dos o más razas. Del total de la población el 1.04% eran hispanos o latinos de cualquier raza.

## Famosos
- Pierriá Henry: jugador de baloncesto profesional.